# Équipe d'Algérie de football en 2003
L'équipe d'Algérie de football participe lors de cette année à la Qualifications à la Coupe d'Afrique des nations de football 2004, et aux Phase qualificative de la Coupe du monde de football 2006. L'équipe d'Algérie est entraînée par Hamid Zouba, Georges Leekens, Rabah Saadane.

## Déroulement de la saison

### Classement FIFA 2003
Le tableau ci-dessous présente les coefficients mensuels de l'équipe d'Algérie publiés par la FIFA durant l'année 2003.
| Mois | janv. | fév. | Mars | Avril | Mai | Juin | Juillet | Août | sept. | oct. | nov. | déc. |
| Rang | 65    | 65   | 67   | 70    | 66  | 68   | 69      | 69   | 71    | 62   | 61   | 62   |

### Classement de la CAF
Le tableau ci-dessous présente les coefficients mensuels de l'équipe d'Algérie dans la CAF publiés par la FIFA durant l'année 2003.
| Mois | janv. | fév. | Mars | Avril | Mai | Juin | Juillet | Août | sept. | oct. | nov. | déc. |
| Rang | 10    | 10   | 11   | 13    | 11  | 12   | 14      | 13   | 13    | 11   | 11   | 11   |

## Les matchs
| Date              | Stade, Ville, Pays                                    | Adversaire   | Score          | Comp | Buteurs algériens                                           |
| 25 janvier 2003   | Mandela Stadium Kampala, Ouganda                      | Ouganda      | 0 - 1          | A    | Ammour 64e                                                  |
| 12 février 2003   | Stade du 19-Mai-1956 Annaba, Algérie                  | Belgique     | 1 - 3          | A    | Belmadi 89e                                                 |
| 29 mars 2003      | Stade national de la Citadella Luanda, Angola         | Angola       | 1 - 1          | A    | Akrour 85e                                                  |
| 24 avril 2003     | Stade de la Licorne Amiens, France                    | Madagascar   | 3 - 1          | A    | Fellahi 6e, Belkaïd 53e, Cherrad 66e                        |
| 29 mai 2003       | Stade François Blin Avion, France                     | Burkina Faso | 0 - 1          | A    |                                                             |
| 20 juin 2003      | Stade Mustapha Tchaker Blida, Algérie                 | Namibie      | 1 - 0          | QCAN | Kraouche 5e                                                 |
| 6 juillet 2003    | Stade Omnisports Idriss Mahamat Ouya N'Djamena, Tchad | Tchad        | 0 - 0          | QCAN |                                                             |
| 4 septembre 2003  | Stade Paul Audrain Dinard, France                     | Qatar        | 1 - 0          | A    | Cherrad 26e                                                 |
| 24 septembre 2003 | stade du 5-Juillet-1962 Alger, Algérie                | Gabon        | 2 - 2 4 - 3tab | A    | Fellahi 51e, Achiou 59e                                     |
| 26 septembre 2003 | stade du 5-Juillet-1962 Alger, Algérie                | Burkina Faso | 0 - 0 4 - 3tab | A    |                                                             |
| 11 octobre 2003   | Stade Général Seyni Kountché Niamey, Niger            | Niger        | 0 - 1          | QCM  | Boutabout 62e                                               |
| 14 novembre 2003  | stade du 5-Juillet-1962 Alger, Algérie                | Niger        | 6 - 0          | QCM  | Cherrad 15e 21e, Boutabout 30e 71e, Mamouni 44e, Akrour 81e |

Légende: A : Match amical  / QCAN : Qualifications à la Coupe d'Afrique des nations de football 2004 / QCM : Tours préliminaires à la Coupe du monde de football 2006

### Bilan
| Rang | Équipe  | Pts | J  | G | N | P | Bp | Bc | Diff |
| ---- | ------- | --- | -- | - | - | - | -- | -- | ---- |
| #    | Algérie | 26  | 12 | 8 | 2 | 2 | 17 | 9  | +8   |

## Match amical

### Algérie - Belgique
| Entraîneur :    |
| Georges Leekens |

| Entraîneur :   |
| Aimé Anthuenis |

| Entraîneur :    |
| Georges Leekens |

| Entraîneur :   |
| Aimé Anthuenis |

## Tours préliminaires de la Coupe du monde 2006

### Niger - Algérie (match aller)
| Entraîneur : |
| Yéo Martial  |

| Entraîneur :  |
| Rabah Saâdane |

| Entraîneur : |
| Yéo Martial  |

| Entraîneur :  |
| Rabah Saâdane |

### Algérie - Niger (match retour)
| Entraîneur :  |
| Rabah Saâdane |

| Entraîneur : |
| Yéo Martial  |

| Entraîneur :  |
| Rabah Saâdane |

| Entraîneur : |
| Yéo Martial  |